# Tanycarpa amplipennis
Tanycarpa amplipennis är en stekelart som först beskrevs av Forster 1862.  Tanycarpa amplipennis ingår i släktet Tanycarpa och familjen bracksteklar. Inga underarter finns listade i Catalogue of Life.